# Lycium tetrandrum
Lycium tetrandrum là loài thực vật có hoa trong họ Cà. Loài này được Thunb. mô tả khoa học đầu tiên năm 1794.